# Meghan Duggan
Meghan Duggan, född den 3 september 1987 i Beverly, Massachusetts i USA, är en amerikansk ishockeyspelare. År 2011 tilldelades hon utmärkelsen Patty Kazmaier Memorial Award för bästa kvinnliga collegespelare i ishockey i USA.
Hon tog guld i  OS-guld i damernas ishockeyturnering i de olympiska ishockeytävlingarna 2018 och silver 2014 och 2010.